# Колмартино (Терни)
Колмартино је насеље у Италији у округу Терни, региону Умбрија.
Према процени из 2011. у насељу је живело 16 становника. Насеље се налази на надморској висини од 345 м.